# Ephraim Lilien

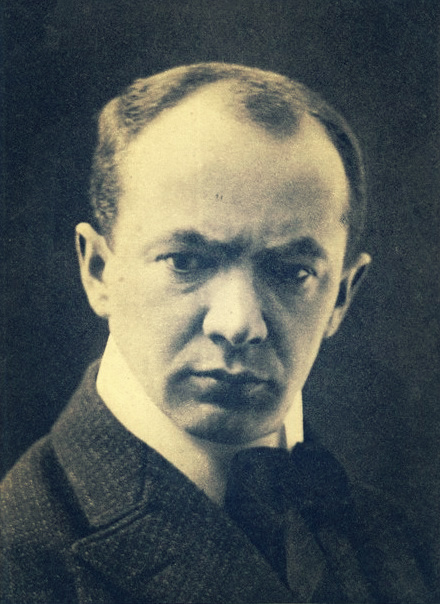

Ephraim Moses Lilien (1874 - 1925) foi um pintor e fotógrafo art nouveau particularmente notório por sua arte em temas judeus e sionistas. Ele é às vezes chamado de "primeiro artista sionista".